# Leigh Lawson
Leigh Lawson (ur. 21 lipca 1945 roku w Atherstone, w regionie West Midlands, w hrabstwie Warwickshire) – brytyjski aktor filmowy, telewizyjny i teatralny, reżyser i scenarzysta.
W 1976 rozwiódł się ze swoją pierwszą żoną Mondy. W latach 1976–84 był związany Hayley Mills, z którą ma syna Jasona. 23 września 1988 r. poślubił brytyjską aktorkę i modelkę Twiggy.

## Wybrana filmografia

### Filmy fabularne
- 1972: Brat Słońce, siostra Księżyc (Fratello sole, sorella luna) jako Bernardo
- 1974: Postęp Percy'ego (Percy's Progress) jako Percy Edward Anthony
- 1979: Tess jako Alec d'Urberville
- 1980: Dlaczego nie Evans? (Why Didn't They Ask Evans?) jako Roger Bassington-francuski
- 1982: Morduje się łatwo (Murder Is Easy) jako Jimmy Lorrimer
- 1984: Miecz bohaterów (Sword of the Valiant: The Legend of Sir Gawain and the Green Knight) jako Humphrey
- 1988: Łzy w deszczu (Tears in the Rain) jako Hamdan al Dubai
- 1996: The Ring
- 2004: Powrót do tajemniczego ogrodu (Back to the Secret Garden) jako Sir Colin Craven
- 2004: Julia jako Archie Dexter
- 2005: Casanova jako Tito
- 2009: Dzieci Ireny Sendlerowej (The Courageous Heart of Irena Sendler) jako Rabbi Rozenfeld

### Seriale TV
- 1969: Gra miesiąca w BBC - odc. Juliusz Cezar  (BBC Play of the Month)
- 1970: Big Brother jako Aneurin Smith
- 1972: Czarny Królewicz (The Adventures of Black Beauty) jako Peter Stockman
- 1976: Kosmos 1999 (Space 1999)
- 1984: Koronka (Lace) jako hrabia Charles de Chazalle
- 1987: Queenie jako wujek Morgan
- 1987: Biedna mała bogata dziewczynka (Poor Little Rich Girl: The Barbara Hutton Story) jako książę Igor Troubetzkoy
- 1991: Kinsey jako Neil Kinsey
- 1992: Kinsey jako Neil Kinsey
- 1993: Świat pana trenera (Coach) jako Daniel Carter-Dodd
- 1994: Pomoc domowa (The Nanny) jako Leste
- 2005: Milczący świadek (Silent Witness) jako Victor Alexander
- 2007: Milczący świadek (Silent Witness) jako Victor Alexander